# موريس هويت
موريس هويت (بالفرنسية: Maurice Huet)‏ هو مبارز بالسيف فرنسي، ولد في 1 ديسمبر 1918 في باريس في فرنسا، وتوفي في 8 يونيو 1991 في تور في فرنسا.

## وصلات خارجية
- موريس هويت على موقع اللجنة الأولمبية الدولية (الإنجليزية)
- موريس هويت على موقع أوليمبيديا (الإنجليزية)